# Mechanized Attack
Mechanized Attack (с англ. — «Механизированное наступление») — видеоигра, разработанная и опубликованная SNK. Она была выпущена в Северной Америке как аркадная игра в 1989, а затем была портирована на NES в 1990. В игре можно использовать как джойстик, так и световой пистолет.
Игрок использует пулемёт для наступления на тропический остров, на котором базируется армия киборгов. Игра начинается с береговой линии, поначалу в качестве противников выступают маленькие катера, боевой корабль и вертолёт. По мере продвижения вглубь острова придётся столкнуться с вражеской армией, включающей не только солдат-людей, но и киборгов. На пути встречаются даже киборги-собаки, стреляющие ракетами.
Игра проходит «по рельсам», экран прокручивается в боковом направлении. Порядок прохождения этапов в некоторых точках можно выбирать. Запас патронов и гранат конечен, его можно пополнять, расстреливая появляющиеся ящики с боеприпасами.

Скриншот из игры